# Guram Tuschischwili

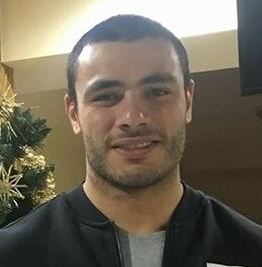
Guram Tuschischwili (2017)

Guram Tuschischwili (georgisch გურამ თუშიშვილი; * 5. Februar 1995 in Tiflis) ist ein georgischer Judoka. 2018 war er Weltmeister, 2017 und 2019 Europameister. 2021 gewann er eine olympische Silbermedaille.

## Sportliche Karriere

### Die Jahre bis 2021
Guram Tuschischwili war 2011 Dritter der U17-Europameisterschaften in der Gewichtsklasse bis 90 Kilogramm. Anderthalb Monate später siegte er bei den U17-Weltmeisterschaften. Von 2012 bis 2014 trat er in der Gewichtsklasse bis 100 Kilogramm an. 2012 war er Dritter der U20-Europameisterschaften. 2013 siegte er bei den Junioren-Europameisterschaften und gewann im gleichen Jahr seinen ersten georgischen Meistertitel in der Erwachsenenklasse. Bei den Junioren-Europameisterschaften 2014 schied er in seinem ersten Kampf gegen den Ukrainer Semen Rakita aus. Bei den U21-Weltmeisterschaften belegte Tuschischwili den fünften Platz.
2015 wechselte Tuschischwili ins Schwergewicht, die Gewichtsklasse über 100 Kilogramm. 2015 war er in dieser Gewichtsklasse Junioren-Europameister, bei den U21-Weltmeisterschaften belegte er den siebten Platz. 2016 gewann er den georgischen Meistertitel.
2017 gewann Tuschischwili das Finale des Grand-Slam-Turniers in Baku gegen den Ungarn Barna Bor. Bei den Europameisterschaften 2017 in Warschau bezwang er im Viertelfinale den Tschechen Lukáš Krpálek und im Halbfinale den Niederländer Roy Meyer. In einem rein georgischen Finale schlug er Adam Okruaschwili und war Europameister. Bei den Weltmeisterschaften 2017 in Budapest siegte Tuschischwili im Viertelfinale über den Österreicher Daniel Allerstorfer. Nach seiner Halbfinalniederlage gegen den Franzosen Teddy Riner unterlag er im Kampf um eine Bronzemedaille dem Mongolen Naidangiin Tüwschinbajar. Ende 2017 siegte Tuschischwili beim Masters in Sankt Petersburg.
2018 gewann er das Grand-Prix-Turnier in Tiflis. Bei den Europameisterschaften 2018 in Tel Aviv bezwang er im Viertelfinale Oleksandr Hordijenko aus der Ukraine. Nach Niederlagen im Halbfinale gegen den Russen Tamerlan Baschajew und im Kampf um Bronze gegen den Niederländer Henk Grol belegte Tuschischwili den fünften Platz. Fünf Monate später bei den Weltmeisterschaften in Baku bezwang er im Viertelfinale den Niederländer Roy Meyer und im Halbfinale den Mongolen Öldsiibajaryn Düürenbajar. Im Finale traf er auf den Aserbaidschaner Ushangi Kokauri und gewann den Weltmeistertitel. Ende 2018 siegte Tuschischwili beim Masters in Guangzhou. 
Anfang 2019 pausierte Tuschischwili und stieg erst mit einem Turniersieg in Cluj Anfang Juni in die Saison ein. 2019 fanden die Europameisterschaften im Rahmen der Europaspiele 2019 in Minsk statt. Im Viertelfinale bezwang er den Polen Maciej Sarnacki und im Halbfinale den Niederländer Henk Grol. Durch seinen Finalsieg über den Russen Inal Tassojew gewann Tuschischwili seinen zweiten Europameistertitel. Zwei Monate später bei den Weltmeisterschaften in Tokio bezwang er im Viertelfinale Henk Grol. Nach seiner Halbfinalniederlage gegen den Japaner Hisayoshi Harasawa verlor er den Kampf um eine Bronzemedaille gegen Roy Meyer. 2020 siegte Tuschischwili beim Grand Slam in Düsseldorf. Bei den Europameisterschaften 2020 in Prag unterlag er im Halbfinale Inal Tassojew. Mit einem Sieg über Lukáš Krpálek sicherte sich Tuschischwili eine Bronzemedaille. Ein halbes Jahr später belegte der Georgier bei den Europameisterschaften 2021 in Lissabon den fünften Platz, nachdem er im Halbfinale gegen Inal Tassojew verloren hatte. Bei den Olympischen Spielen in Tokio erreichte Tuschischwili mit einem Halbfinalsieg über Tamerlan Baschajew das Olympiafinale, das er gegen Lukáš Krpálek verlor.

### Die Jahre ab 2022
2022 siegte Tuschischwili bei den Grand-Slam-Turnieren in Tel Aviv und in Antalya. Bei den Europameisterschaften in Sofia unterlag er im Halbfinale dem Niederländer Jur Spijkers. Im Kampf um Bronze bezwang er den Ukrainer Jakiw Chammo. Ein halbes Jahr später gewann Tuschischwili eine Bronzemedaille bei den Weltmeisterschaften in Taschkent. Im Viertelfinale unterlag er dem Kubaner Andy Granda, danach siegte er in beiden Kämpfen der Hoffnungsrunde. 2023 erkämpfte er bei den Weltmeisterschaften Bronze im Teamwettbewerb, bei der im Rahmen der Europaspiele 2023 ausgetragenen Team-Europameisterschaft siegte die georgische Mannschaft. Im November 2023 bei den Europameisterschaften in Montpellier unterlag Tuschischwili im Finale dem Finnen Martti Puumalainen. Im März 2024 siegte Tuschischwili beim Grand Slam in Tiflis. Im April 2024 fanden die Europameisterschaften in Zagreb statt. Tuschischwili bezwang im Halbfinale den Russen Tamerlan Baschajew, der offiziell als unabhängiger neutraler Athlet teilnahm. Im Finale traf Tuschischwili erneut auf einen neutralen Athleten und Inal Tassojew gewann. Vier Wochen später erreichte Tuschischwili bei den Weltmeisterschaften in Abu Dhabi durch einen Sieg über Baschajew das Halbfinale und bezwang dort den Usbeken Alisher Yusupov. Im Finale unterlag Tuschischwili dem Südkoreaner Kim Min-jong. Bei den Olympischen Spielen in Paris verlor er im Viertelfinale gegen Teddy Riner durch Ippon und wurde daraufhin, nachdem er Riner absichtlich zu Fall brachte auf Grund von respektlosem Verhalten disqualifiziert.